# Associazione Sportiva Cusiana 1936-1937
Questa voce raccoglie le informazioni riguardanti l'Associazione Sportiva Cusiana nelle competizioni ufficiali della stagione 1936-1937.

## Rosa
| N. |                   | Ruolo | Calciatore        |
| -- | ----------------- | ----- | ----------------- |
|    | Italia (bandiera) | A     | Vittorio Barberis |
|    | Italia (bandiera) |       | Giovanni Bazzetta |
|    | Italia (bandiera) |       | Aldo Beltrami     |
|    | Italia (bandiera) |       | Mario Bordes      |
|    | Italia (bandiera) |       | Adolfo Bricchi    |
|    | Italia (bandiera) |       | Arturo Carini     |
|    | Italia (bandiera) |       | Emilio Cagnoli    |
|    | Italia (bandiera) |       | Luigi Carmagnola  |

| N. |                   | Ruolo | Calciatore        |
| -- | ----------------- | ----- | ----------------- |
|    | Italia (bandiera) |       | Marco Cattaneo    |
|    | Italia (bandiera) |       | Pietro Conca      |
|    | Italia (bandiera) |       | Vittorio Cristina |
|    | Italia (bandiera) |       | Luigi Ottolina    |
|    | Italia (bandiera) |       | Mario Peroni      |
|    | Italia (bandiera) |       | Narciso Sacchiero |
|    | Italia (bandiera) | A     | Giovanni Zanni    |